# Вербове (Пологівський район)
Вербо́ве — село в Україні, у Пологівській міській громаді Пологівського району Запорізької області. Населення становить 1246 осіб (2001). 

## Географія
Село Вербове розташоване за 97 км від обласного центру та 29 км від районного центру, на березі річки Вербова. Найближчі навколишні села: Романівське (2,5 км) та Тарасівка (5 км). Найближча залізнична станція — Новокарлівка (за 12 км).

## Історія
Село Вербове засноване переселенцями з Полтавщини у 1790 році.
Під час організованого радянською владою Голодомору 1932—1933 років померло щонайменше 269 жителів села.

### У Незалежній Україні
До 2020 року орган місцевого самоврядування — Вербівська сільська рада. 30 березня 2018 року Вербівська сільська рада, в ході децентралізації, об'єднана з Пологівською міською громадою.
12 червня 2020 року, відповідно до розпорядження Кабінету Міністрів України № 713-р «Про визначення адміністративних центрів та затвердження територій територіальних громад Запорізької області», село увійшло до складу Пологівської міської громади.
19 липня 2020 року, в результаті адміністративно-територіальної реформи та ліквідації  Пологівського району увійшло до складу новоутвореного Пологівського району.

### Російсько-українська війна
Наприкінці лютого 2022 року село тимчасово окуповане російськими загарбниками, внаслідок російського вторгнення в Україну.
У червні 2022 року російські окупанти знищили меморіал «Мати в скорботі» — пам'ятник на цвинтарі в селі Вербове. Він височив на братській могилі, де поховано 972 радянських вояків.
15 березня 2024 року військовослужбовці РФ здійснили 192 артудари по території Гуляйполя, Роботиного, Новодарівки, Малинівки, Малої Токмачки, Новоданилівки, Темирівки, Долинки, Вербового та Червоного.

## Герб Вербівської сільської ради
Герб села поділений на три різнокольорових поля. На жовтому полі — зелена верба, на зеленому — вітряний млин, на блакитному — палітра з пером для письма.
Верба символізує родинне життя. Це ще й побажання здоров'я, життєвих сил. Вітряк нагадує про минувшину, коли тут було багато вітряних млинів, а ще це символ степового вітру, достатку, родючості землі. Палітра з пером говорить, що ця земля багата талантами, звідси родом відомі поети та художники.
Самі ж кольори теж мають символічне значення: блакитний — то чистота душі і помислів, зелений — то життя, буяння молодої зелені, золотий — то стигла пшениця, багатство, справедливість, срібний — благородство, щирість, правдивість.

## Економіка
- ТОВ Агрофірма «Нива».

## Населення

### Мова
Розподіл населення за рідною мовою за даними перепису 2001 року:
| Мова       | Кількість | Відсоток |
| ---------- | --------- | -------- |
| українська | 1202      | 96.47%   |
| російська  | 44        | 3.53%    |
| Усього     | 1246      | 100%     |

## Об'єкти соціальної сфери
- Середня загальноосвітня школа.
- Дитячий дошкільний навчальний заклад.
- Будинок культури.
- Музична школа.
- Дільнична лікарня з амбулаторією.

## Відомі особи
Уродженці села:
- Гайдабура Михайло Денисович (1909—1942) — письменник
- Лісняк Василь Андрійович (1908—1963) — поет
- Терещенко Зінаїда Пилипівна (1912—2007) — зуборізчиця Запорізького машинобудівного заводу, Герой Соціалістичної Праці (1960).
- Пругло Костянтин Зиновійович (1891 — 20.11.1920) — сотник армії УНР, комендант штабу відомого повстанського отамана Михайла Малашка[8], загинув в бою під селом Клинини, на березі річки Збруч. За спогадами Андрія Глувківського коли більшовики були на відстані 30 метрів, вичерпались набої у кулеметній стрічці, тоді сотник без вагань вийняв пістолет й застрелився.
- Хвостик Олексій Іванович (1985—2022) — лейтенант Національної гвардії України, учасник російсько-української війни.

## Галерея

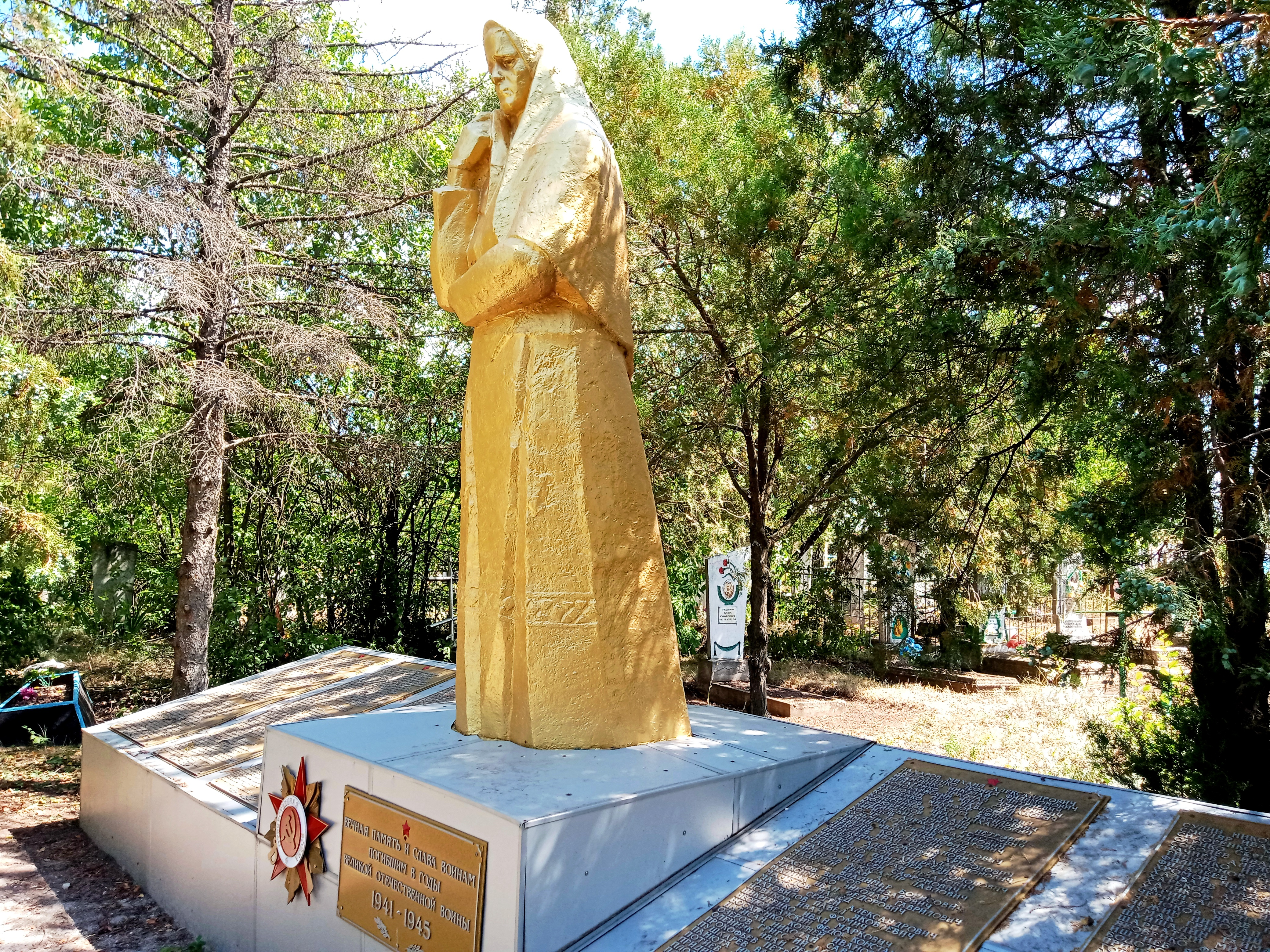
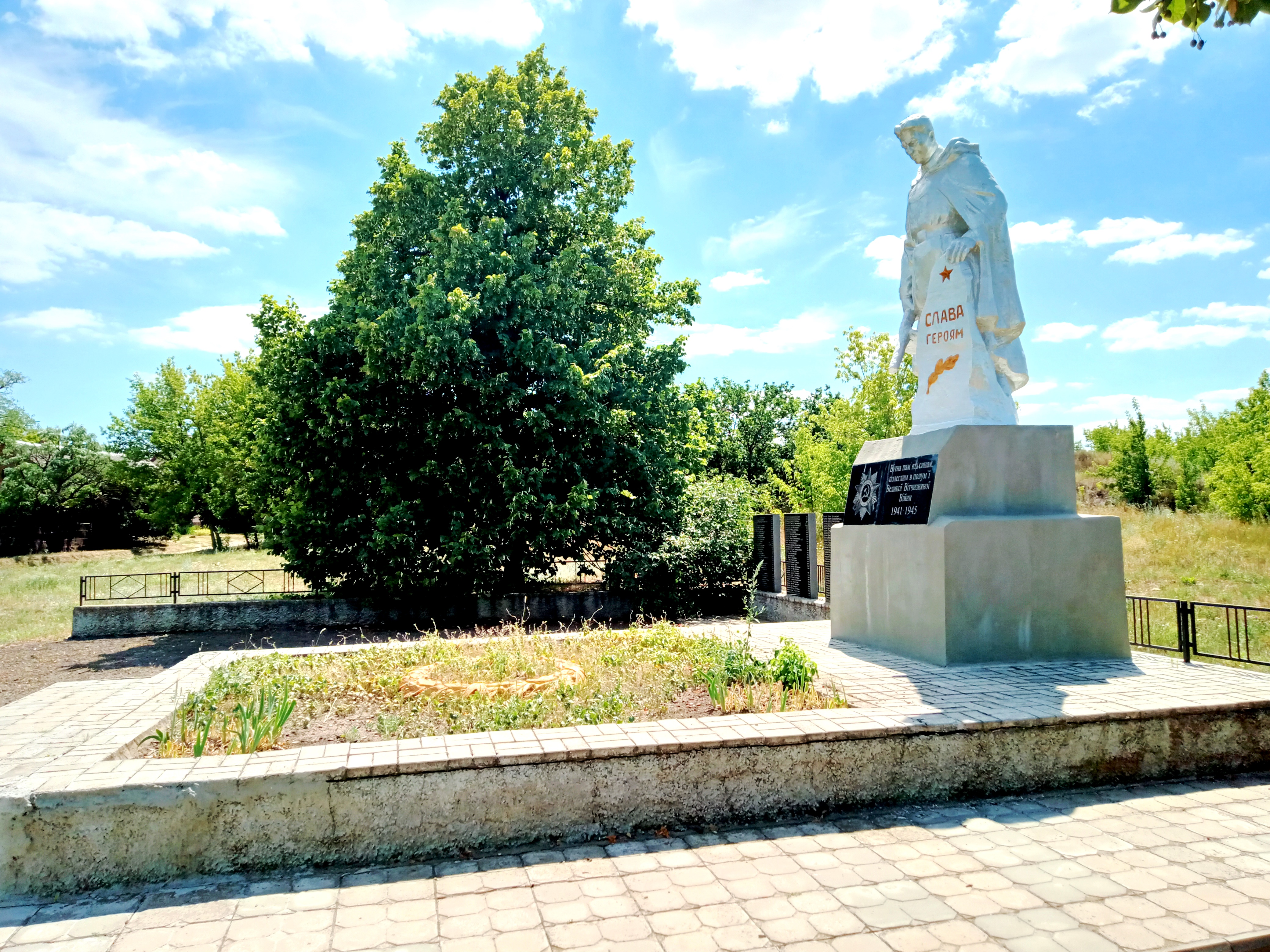